# علي مطر
علي محمد عبد الله مطر رجل دين سني وسياسي بحريني.

## السيرة
مطر أحد نواب جمعية الأصالة الإسلامية الأكثر نشاطا. في يناير 2006 اقترح تشريع لحظر السحر وقال: «إن السحر أصبح أكثر شعبية للناس في البحرين حيث يلجئون إلى العرافين والسحرة لمعرفة ما يخبئه المستقبل أو لتكون بمثابة وسائل لإيذاء الآخرين أو جعل الناس يقعون في الحب معهم. هناك العديد من المنازل في جميع أنحاء البلاد معروفة بممارسة السحر الأسود ويمكن ملاحظة وقوف عدد كبير من السيارات من مختلف أنحاء دول مجلس التعاون الخليجي». أثار هذا التصريح الذعر بين سحرة وعرافي البلاد حيث قال أحدهم: «أستطيع أن أتفهم مشاعر النواب لأن هناك الكثير من المحتالين ولكن هذا ليس عدلا بالنسبة لأولئك الذين لديهم حقا موهبة في رؤية المستقبل والتعامل مع الأمور الخارقة».
في فبراير 2006 اقترح مطر إدخال قانون الشريعة قائلا إن قطع أيدي السارقين سيقلل من ارتكاب الجرائم لا سيما السطو. شرح هذه الخطوة قائلا: «يجب أن يشعر اللصوص بعذاب ضحاياهم وهذا من شأنه أن يكون درسا دائم لهم».
أدت مقترحات مطر لقانون الشريعة إلى اشتباك مع حكومة البحرين عندما حاولت تعديل المادة 342 من قانون العقوبات إذ أن أولئك الذين يقتلون شخص في حادث سيضطرون لدفع الدية لأسرة الضحية أو يفقدون حياتهم الخاصة. إن تحديد الدية تكون على حسب تقدير عائلة الضحية. عارض هذه الخطوة أغلبية النواب.